# Syrtis Major Planum
Syrtis Major Planum — це «темна пляма» (альбедо-деталь), розташована на межі між північними низинами та південними височинами планети Марс одразу ж на захід від метеоритного басейну Isidis. На основі даних, отриманих із апарата Mars Global Surveyor було виявлено, що ця альбедо-деталь щитовим вулканом із слабким рельєфом, хоча раніше вважалося, що це — рівнина, а тому цю місцевість і називали Syrtis Major Planitia (лат. planitia — «рівнина»). Темний колір спричинений наявністю базальтових вулканічних порід у регіоні, а також порівняним браком пилу.

## Географія та геологія
Центр Syrtis Major розташований за координатами 8°24′ пн. ш. 69°30′ сх. д. / 8.4° пн. ш. 69.5° сх. д.. Регіон простягається на якихось 1500 км на північ від екватора планети, а також на 1000 км із заходу на схід. Він розташований у квадранглі Syrtis Major. Він охоплює велетенський схил від його західного краю (Aeria), аж до східного краю (Isidis Planitia). У ньому також присутня значна опуклість, що вивищується над рештою території на 6 км, розташована на 310° зх. д. Більшість регіону Syrtis Major має схили із нахилом менш ніж 1° — набагато менший нахил, аніж той, який мають схили щитових вулканів у вулканічному регіоні Tharsis. Регіон має понижений рельєф у центрі, територія якого становить приблизно 350 на 150 км із видовження у північно-південному напрямку; на цій території розташовані кальдери Nili Patera та Meroe Patera, глибина яких становить близько 2 км. Дно обидвох кальдер не є піднесеним, якщо порівнювати із територією, що оточує щитовий вулкан Syrtis Major. Дно Nili Patera має менше кратерів, а тому є молодшим за Meroe Patera. В той час, як більшість порід є базальтовими, у Nili Patera також було виявлено дацит. Сателітарні вимірювання гравітаційного поля свідчать про позитивну гравітаційну аномалію із центром у комплексі кальдер, що дозволяє припустити існування згаслої магматичної комори під землею, що простягається на північ-південь, і має розмір приблизно 600x300 км. Вона містить щільні мінерали (ймовірно, переважно піроксени, хоча можлива також присутність олівіну), що були вивільнені з магми перед виверженнями. Кількість кратерів у регіоні Syrtis Major дозволяє віднести його до раннього Гесперійського періоду; це відносить формування прилеглого метеоритного басейну Isidis на дещо пізнішу дату.
| |  | |
| Кольоризована топографічна карта MOLA, що зображує метеоритний басейн Isidis Planitia (справа) та Syrtis Major Planum (зліва). |  | Мозаїка із денних інфрачервоних знімків центральної частини Syrtis Major, виконаних THEMIS; кальдери Nili Patera та Meroe Patera розташовані, вгорі зліва та внизу справа від центру, відповідно. |

## Відкриття та найменування
Назва «Syrtis Major» походить із класичної римської назви затоки Сидра — Syrtis maior — яка розташована на узбережжі Лівії (класична Киренаїка).
Syrtis Major — це перша задокументована деталь поверхні іншої планети. Вона була відкрита Крістіаном Гюйгенсом, який включив цю деталь у малюнок Марса, створений у 1659 році. Він використав всі доступні на той час дані спостережень за цим марсіанським регіоном, і використав їх для визначення тривалості доби на Марсі. Регіон спочатку був відомий під назвою Hourglass Sea («Море Пісочного Годинника»), однак різні картографи називали його по-різному. У 1840 році Йоганн Генріх фон Медлер створив карту Марса на основі власних спостережень, а даній альбедо-деталі присвоїв назву Atlantic Canale. У карті планети Марс за 1867 рік, авторства Річарда Проктора, регіон називається Море Кайзера (англ. Kaiser Sea, на честь Фредеріка Кайзера із Лейденської обсерваторії). Каміль Фламмаріон назвав регіон Mer du Sablier (французький відповідник «Моря Пісочного Годинника») після перегляду прокторівської номенклатури у 1876 році. Що ж до назви «Syrtis Major», то вона була обрана Джованні Скіапареллі під час створення нової карти Марса на основі спостережень, виконаних під час найбільшого наближення червоної планети до Землі у 1877 році.

## Сезонні варіації
Регіон Syrtis Major часто був об'єктом наукових спостережень, зважаючи на присутні у цій місцевості сезонні, а також багаторічні варіації. Все це привело до появи теорій, спершу що цей регіон колись був неглибоким морем, а пізніше — що причиною його мінливості була сезонна зміна рослинності. Однак, у 1960-х та 1970-х роках планетні зонди «Марінер» та «Вікінг» привели науковців до висновку, що мінливість регіону є наслідком дії вітрів, що роздмухують пісок та пил по всій його території. У цій області є чимало нанесених вітром відкладів, до яких належать, зокрема, світлі гало чи «перисті смуги», що утворюються за вітром збоку кратерів. Ці смуги є накопиченнями пилу, що утворюються в результаті стримування вітряного потоку піднесеними валами метеоритних кратерів («тіні вітру»).

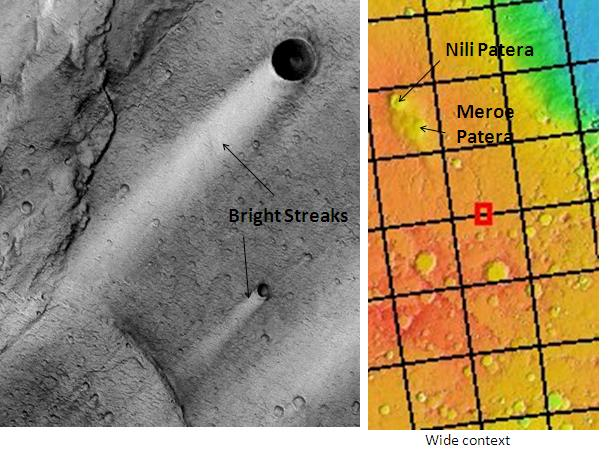
Яскраві смуги на рівнині Syrtis Major, спричинені вітром. Знімок виконано THEMIS.